# Oberpfälzer Waldverein
Der Oberpfälzer Waldverein - Hauptverein - eingetragener Verein ist ein gemeinnütziger Verein, der 1916 gegründet wurde und in seinem Aktionsgebiet ein Netz von Wanderwegen mit weit mehr als 1000 km unterhält. Sein Arbeitsgebiet umfasst die mittlere und nördliche Oberpfalz, im Westen bis in den Oberpfälzer Jura und im Osten bis an die Grenze zu Tschechien, im Norden bis zur berühmten Wallfahrtskirche Kappl nördlich Waldsassen und im Süden bis zur Linie Schwandorf – Rötz – Waldmünchen. Er ist eingetragen in das Vereinsregister des Amtsgerichts Weiden i.d.OPf. (VR 103).
Der OWV ist einer der im Verband Deutscher Gebirgs- und Wandervereine e. V. zusammengeschlossenen Wander- und Heimatvereine, die sich die Erschließung und Betreuung eines Deutschen Mittelgebirges zur Aufgabe gemacht haben.

## Ziele
Der Oberpfälzer Waldverein hat die Aufgabe, bei seinen Mitgliedern und in der Öffentlichkeit das Wissen und Bewusstsein um die Oberpfälzer Heimat zu fördern und alles zur Erhaltung der heimatlichen Natur, wie zur Verschönerung der Landschaft und der Orte zu tun. In Erfüllung dieser Ziele dienen als wesentliche Aufgaben:
- Der Natur-, Landschafts- und Umweltschutz (im Sinne des §29 Bundesnaturschutzgesetz). Die Ziele des Landesverbandes Bayern der Deutschen Gebirgs- und Wandervereine sind dabei verbindlich.
- Anlagen und Betreuen von Biotopen
- Erhaltung der Kulturlandschaft
- Erhaltung von Denkmälern
- Das Betreiben von Ortsverschönerungen
- Die Pflege des Wanderns
- Das Anlegen und Betreuen von Wanderwegen, Wanderparkplätzen, Lehrpfaden, Wildgehegen, Aussichtspunkten, Informationstafeln und Ruhebänken
- Die Erstellung von Wegebeschreibungen in Form von Faltblättern und das Mitwirken bei Wanderkarten und Wanderführern
- Der Bau und die Unterhaltung von Aussichtstürmen, Wanderheimen und Wanderstützpunkten
- Die Förderung des heimatkundlichen und heimatgeschichtlichen Schrifttums einschließlich der Heimatforschung
- Die Pflege des bodenständigen Volks- und Brauchtums in Musik, Tanz, Spiel u. a.
- Die Aufklärung der Öffentlichkeit im Sinne dieser Ziele

Das alles erfordert die Schaffung eines flächendeckenden Netzes von Zweigvereinen. Alle diese vielfältigen Aufgaben des Vereins werden von Idealisten aus den Reihen der Mitglieder ehrenamtlich wahrgenommen.

## Veröffentlichungen

### Die Arnika
„Die Arnika“ ist die Vereinszeitschrift des Oberpfälzer Waldvereins. Sie erschien erstmals Ostern 1924 mit dem Titel „Oberpfälzer Wald. Mitteilungen des Oberpfälzer Waldvereins“ als Beiblatt der Zeitschrift „Die Oberpfalz“. Ende 1939 stellte der „Oberpfälzer Wald“ sein Erscheinen ein. Der ab 15. April 1956 amtierende Hauptvorsitzende Dr. Adolf Schuster setzte sich seit den 1960er Jahren intensiv dafür ein, ein neues Mitteilungsblatt zu schaffen. Anfang des Jahres 1964 gab es wieder eine Vereinszeitschrift in Form einer Bildzeitschrift. Die Nachfrage war jedoch so gering, dass es zu keinem zweiten Heft mehr kam. Am 25. Januar 1964 wurde das Thema bei einer Arbeitssitzung in Weiden nochmals aufgegriffen und beschlossen, einen weiteren Versuch zu wagen. So erschien ab dem Jahr 1965 die neue Vereinszeitschrift mit dem Titel „Oberpfälzer Wald und Steinwald“ als Quartalsschrift.
Bis September 1968 blieb das Blatt in dieser Form erhalten, dann wurde es umbenannt in „Die Arnika“. Seit dem Jahr 2015 erscheint „Die Arnika“ mehrfarbig.

### Oberpfälzer Heimat
Eine weitere Publikation des OWV ist die seit 1956 erscheinende wissenschaftliche Jahresschrift „Oberpfälzer Heimat“.

## Wanderwege
Folgende Wanderwege werden vom OWV unterhalten:
- Goldene Straße (ca. 90 km)
- Burgenweg (ca. 176 km)
- Grün - Weiß - Weg als Teil der Ostline des Main-Donau-Wegs (ca. 133 km)
- Nurtschweg (ca. 133 km)
- Oberpfalzweg (ca. 229 km)
- Naab-Vils-Weg (ca. 49 km)
- Fränkischer Jakobsweg, Abschnitt Tillyschanz bis Ensdorf (ca. 89 km)
- Main - Mies - Weg (ca. 93 km)
- Karl-Krampol-Weg (ca. 81 km)
- Wallenstein-Tilly-Weg (ca. 90 km)
- Porzellanwanderweg (ca. 136 km)
- Vilstalwanderweg (ca. 90 km)
- 2 Rundwanderwege bei Theisseil (5,4 km bzw. 5,1 km)
- Pfreimdtaluferpfad (ca. 13 km)
- Gründerweg (ca. 28 km)
- Pfreimd-Schwarzach-Weg (ca. 40 km)
- Vier Wege des OWV bei Wernberg-Köblitz (Ehenbachweg: ca. 14 km, Buchbergweg: ca. 12 km, Kulmweg: ca. 12 km, Eixlbergweg: 20 km)
- Erbendorf - Armesberg (ca. 12 km)
- KTB-Weg (ca. 13 km)
- Spange Autobahnkirche (ca. 23 km)
- Tannenlohe - Marktredwitzer Haus (ca. 15 km)
- Weiden - Silberhütte (Keplerpfad: ca. 22 km, Weiden-Floß-Haselstein-Silberhütte: ca. 23 km)
- Von Waldeck in den Steinwald (ca. 13 km)
- Wege im südlichen Steinwald
- Ignaz-Mühlhofer-Weg (ca. 15 km)

## Struktur
Der Verein gliedert sich in den Hauptverein mit Sitz in Weiden in der Oberpfalz und 53 Zweigvereine in folgenden Orten:
| - Altglashütte - Amberg - Beidl - Bärnau - Erbendorf - Eslarn - Etzenricht - Falkenberg - Flossenbürg | - Floß - Georgenberg - Griesbach - Kohlberg - Kulmain - Leuchtenberg - Luhe-Wildenau - Mantel - Massenricht | - Michldorf - Nabburg - Bad Neualbenreuth - Neustadt am Kulm - Neustadt an der Waldnaab - Oberviechtach - Parkstein - Pfreimd | - Pfrentsch - Pleystein - Plößberg - Pressath - Püchersreuth - Reinhardsrieth - Rothenstadt - Schirmitz - Schwandorf | - Schönsee - Stadlern - Störnstein - Thanhausen - Theisseil - Tirschenreuth - Trausnitz - Tännesberg - Vohenstrauß | - Windischeschenbach - Waidhaus - Waldeck - Waldsassen - Waldthurn - Weiden i.d.OPf. - Weiherhammer - Wernberg-Köblitz - Wildenreuth |

## Auszeichnungen
2016 wurde der Verein mit der Eichendorff-Plakette ausgezeichnet.